# Lista över offentlig konst på Södermalm i Stockholm
Lista över offentlig konst på Södermalm i Stockholm är en ofullständig förteckning över utomhusplacerade skulpturer och annan offentlig konst i Södermalms stadsdelsområde i Stockholms kommun, vilket omfattar stadsdelarna Gamla stan, Långholmen, Reimersholme, Riddarholmen, Södermalm och Södra Hammarbyhamnen.

## Gamla stan
Huvudartikel: Lista över offentlig konst i Gamla stan i Stockholm

## Långholmen
| Titel      | Konstnär(er)    | Årtal | Beskrivning | Typ - material | Plats Koordinater                                                                                    | Bild        |
| ---------- | --------------- | ----- | ----------- | -------------- | --- | ----------- |
| JAS-minnet | Thomas Qvarsebo | 1994  |             | rostfritt stål | den exakta nedslagsplatsen för det havererade JAS 39 Gripen-planet 8 augusti 1993 59.32127, 18.03125 | Fler bilder |

## Reimersholme
| Titel                         | Konstnär(er)        | Årtal | Beskrivning                   | Typ - material         | Plats Koordinater                                        | Bild                          |
| ----------------------------- | ------------------- | ----- | ----------------------------- | ---------------------- | -------------------------------------------------------- | ----------------------------- |
| Anders Reimers Minne          | Okänd               | 1798  | Minnesten till Anders Reimers | Minnesten - Granit     | Reimersholme, Intill Vindragarvägen 4 koordinater saknas | Anders Reimers Minne          |
| Galaxen                       | Nicke Nixon         | 1983  |                               | Glasfiberarmerad plast | Reimersholme, Västra udden 59.31847, 18.01531            | Galaxen                       |
| Stående pojke                 | Sten Ericson        | 1983  |                               | brons                  | Vindragarvägen 2 59.31789, 18.02055                      | Stående pojke                 |
| Tufsen                        | Egon Möller-Nielsen | 1950  |                               | konststen              | Vindragarvägen 3-6 59.31822, 18.01969                    | Tufsen                        |
| Efter badet                   | Nils Sjögren        | 1944  |                               | stengöt                | parken, Anders Reimers väg 1-3 59.31882, 18.02442        | Efter badet                   |
| Diana med hind                | Otto Strandman      | 1944  |                               | brons                  | Pokalvägen 3 59.31833, 18.01541                          | Diana med hind                |
| Fisknät på tork               | Nils Dahlgren       |       |                               | rostfritt stål         | Reimersholmskajen koordinater saknas                     | Fisknät på tork               |
| Brudvalsen                    | Sven Lundqvist      |       |                               | brons                  | Reimersholmsgatan 37 59.31737, 18.02251                  | Brudvalsen                    |
| Industrimonumentet Bränneriet | Okänd               |       |                               | stålplåt               | Reimersholmskajen koordinater saknas                     | Industrimonumentet Bränneriet |
| Flätad sten med dodekaedrar   | Hans Floderus       |       |                               | sten                   | Västra udden av Reimersholme 59.31841, 18.02253          | Flätad sten med dodekaedrar   |

## Riddarholmen
Huvudartikel: Lista över offentlig konst i Gamla stan i Stockholm

## Södermalm
| Titel                                              | Konstnär(er)                           | Årtal       | Beskrivning                                         | Typ - material                             | Plats Koordinater                                                                                       | Bild                         |
| -------------------------------------------------- | -------------------------------------- | ----------- | --------------------------------------------------- | ------------------------------------------ | --- | ---------------------------- |
| Ånghästen                                          | Big Britt Almström                     | 1995        | plakett                                             | relief - Brons                             | Ånghästparken koordinater saknas                                                                        | Ånghästen                    |
| Ivar Lo-Johansson                                  | Nils Möllerberg                        | 1991        | byst över Ivar Lo-Johansson                         | byst - Brons                               | Ivar Los park vid Bastugatan 59.32057, 18.0615                                                          | Fler bilder                  |
| Grodan                                             | Per Hasselberg                         | 1943        |                                                     | Brons                                      | Björns trädgård 59.31537, 18.07388                                                                      | Grodan                       |
| Cornelis och Cecilia                               | Bitte Jonason Åkerlund                 | 2007        |                                                     | Diabas, brons, emaljerad plåt              | Cornelis park 59.31746, 18.08206                                                                        | Fler bilder                  |
| Draken                                             | Ulf Sucksdorff                         | 1975        |                                                     | Lekskulptur (med vatten) - Plast/Rostfritt | Drakenbergsparken 59.31468, 18.04028                                                                    | Draken                       |
| Landskap för nakna kroppar                         | Olle Adrin                             | 1971        |                                                     | Betong, plast, rostfritt stål              | Eriksdalsbadet 59.30517, 18.07247                                                                       | Landskap för nakna kroppar   |
| Sittande Camilla Även känd som: Camille Assise     | Willy Gordon                           |             |                                                     | Brons                                      | Eriksdalsbadet, norra entrén 59.30535, 18.07518                                                         | Sittande Camilla             |
| Pan                                                | Lennart Andersson                      | 1995        |                                                     | Gjutjärn. brons                            | Fatbursparken koordinater saknas                                                                        |                              |
| Afrodites brunn                                    | Roland Haeberlein                      | 1997        |                                                     | Brons                                      | Fatbursparken 59.31467, 18.0684                                                                         | Afrodites brunn              |
| Dionysos                                           | Roland Haeberlein R. Ekberg            | 1997        |                                                     | Brons                                      | Fatbursparken koordinater saknas                                                                        |                              |
| Farväl till sockeln                                | Per Olov Ultvedt                       | 1995        |                                                     | Trä, rostfritt stål                        | Fatbursparken koordinater saknas                                                                        |                              |
| Söder Bröder Glöder                                | Arne Högsander Roland Haeberlein       | 1995        |                                                     | Brons                                      | Fatbursparken koordinater saknas                                                                        |                              |
| Gäckande satyr                                     | Roland Haeberlein                      | 1997        |                                                     | Brons                                      | Fatbursparken koordinater saknas                                                                        |                              |
| Siri dansar livet                                  | Roland Haeberlein                      | 1995        |                                                     | Brons                                      | Fatbursparken koordinater saknas                                                                        |                              |
| Stupad hjälte                                      | Roland Haeberlein                      | 1995        |                                                     | Brons                                      | Fatbursparken 59.31449, 18.06829                                                                        |                              |
| Poeten                                             | Roland Haeberlein                      | 1995        |                                                     | Brons                                      | Fatbursparken koordinater saknas                                                                        |                              |
| Gästgivare                                         | Roland Haeberlein                      | 1995        |                                                     | Brons                                      | Fatbursparken 59.31435, 18.06812                                                                        |                              |
| Gustav av Guds nåde                                | Roland Haeberlein                      | 1995        |                                                     | Brons                                      | Fatbursparken 59.31428, 18.06801                                                                        |                              |
| Athena                                             | Roland Haeberlein                      | 1995        |                                                     | Brons                                      | Fatbursparken 59.3142, 18.06792                                                                         |                              |
| Apollon                                            | Roland Haeberlein                      | 1995        |                                                     | Brons                                      | Fatbursparken 59.31412, 18.06783                                                                        |                              |
| Anna Lindhagens minne                              | Kerstin Kjellberg-Jacobsson            | 1987        | Anna Lindhagens minne                               | Brons                                      | Fjällgatan koordinater saknas                                                                           | Anna Lindhagens minne        |
| Tuffsen                                            | Egon Möller-Nielsen                    | 2001        |                                                     | Betong                                     | Droskanparken, Södermannagatan/Tjärhovsgatan 59.31539, 18.07917                                         | Tuffsen                      |
| Midgårdsormen II                                   | Mats Lodén                             | 1995        |                                                     | Fontänskulptur - Brons                     | Glasbruksklippan koordinater saknas                                                                     | Midgårdsormen II             |
| Hantverksstenen                                    | Edvin Öhrström                         | 1952        |                                                     | Granit                                     | Glasbrukstäppan 59.31686, 18.08151                                                                      | Fler bilder                  |
| Noaks ark                                          | Robert Nilsson                         | 1974        |                                                     | Brons                                      | Gotlandsgatan 44 59.30965, 18.07701                                                                     | Noaks ark                    |
| Greta Garbo                                        | Thomas Qvarsebo                        | 2005        | minnesmärke över Greta Garbo                        | Lackerat rostfritt stål                    | Greta Garbos torg 59.31127, 18.08198                                                                    | Greta Garbo                  |
| Lilla elefanten drömmer                            | Torsten Renqvist                       | 1978        |                                                     | Betong                                     | Greta Garbos torg 59.31127, 18.08198                                                                    | Lilla elefanten drömmer      |
| Stående figur                                      | Rune Rydelius                          | 1998        |                                                     | Brons                                      | Götgatan/Katarina Bangata 59.31211, 18.07486                                                            | Stående figur                |
| Ro                                                 | Bengt Lissegårdh                       | 1971        |                                                     | Brons                                      | Bysistäppan/Hornsgatan 59.31812, 18.05487                                                               | Ro                           |
| Dårarnas båt                                       | Sture Collin                           | 1992        |                                                     | Brons, betong, granit                      | Hornsgatspuckeln 59.31925, 18.06516                                                                     | Dårarnas båt                 |
| Flicka med hopprep                                 | Clarence Blum                          | 1966        |                                                     | Brons                                      | Högalidsparken, Högalidsgatan vid Varvsgatan 59.31799, 18.03961                                         | Flicka med hopprep           |
| Vi ses vid målet                                   | Olle Adrin                             | 1984        | Skulptur av Nacka Skoglund                          | Rostfritt stål                             | Nackas Hörna i korsningen Brännerigatan/Katarina Bangata 59.31131, 18.07981                             | Vi ses vid målet             |
| Jannica med dockvagnen                             | Gunnel Frieberg                        | 1986        |                                                     | Brons                                      | Katarina Bangata vid Östgötagatan 59.31162, 18.07823                                                    | Fler bilder                  |
| Sophie                                             | Åsa Knoge-Hellström                    | 1984        |                                                     | Brons                                      | Katarina Bangata 68 59.30973, 18.08626                                                                  | Sophie                       |
| La Mano                                            | Liss Eriksson                          | 1977        |                                                     | Granit                                     | Katarinavägen 59.31833, 18.07919                                                                        | Fler bilder                  |
| Spanienkartan                                      | Göran Lange                            | 1977        |                                                     | Granit                                     | Katarinavägen 59.31833, 18.07919                                                                        | Spanienkartan                |
| Skitstöveln                                        | Roland Haeberlein                      | 1986        |                                                     | Aluminium                                  | Höga stigen 2/Fiskargatan koordinater saknas                                                            | Skitstöveln                  |
| Emanuel Swedenborg                                 | Gustaf Nordahl                         | 1973        | byst över Emanuel Swedenborg                        | byst - Brons                               | Mariatorget 59.3214, 18.06256                                                                           | Emanuel Swedenborg           |
| Snöklockan                                         | Per Hasselberg                         | 1900        |                                                     | Brons                                      | Mariatorget koordinater saknas                                                                          | Fler bilder                  |
| Tjusningen                                         | Per Hasselberg                         | 1917        |                                                     | Brons                                      | Mariatorget koordinater saknas                                                                          | Fler bilder                  |
| Tors fiske                                         | Anders Wissler                         | 1903        |                                                     | Fontänskulptur - Brons                     | Mariatorget 59.31816, 18.06286                                                                          | Fler bilder                  |
| Kasper                                             | Göran Strååt                           | 1970        |                                                     | Brons                                      | Medborgarplatsen 59.3151, 18.07178                                                                      | Kasper                       |
| Den unge Strindberg                                | Carl Eldh                              | 1975        |                                                     | Brons                                      | Mosebacketerrassen 59.31834, 18.07543                                                                   | Den unge Strindberg          |
| Systrarna                                          | Nils Sjögren                           | 1945        |                                                     | Fontänskulptur - Marmor                    | Mosebacke torg 59.31806, 18.07417                                                                       | Systrarna                    |
| G1                                                 | Gun Gordillo                           | 1998        |                                                     | Terrazzo, neon                             | Norra Hammarbyhamnen 59.30437, 18.08173                                                                 | G1                           |
| G2                                                 | Gun Gordillo                           | 1998        |                                                     | Terrazzo, neon                             | Norra Hammarbyhamnen 59.30526, 18.08675                                                                 | G2                           |
| G3                                                 | Gun Gordillo                           | 1998        |                                                     | Terrazzo, neon                             | Norra Hammarbyhamnen 59.30698, 18.09388                                                                 | G3                           |
| G4                                                 | Gun Gordillo                           | 1998        |                                                     | Terrazzo, neon                             | Norra Hammarbyhamnen 59.30945, 18.09921                                                                 | G4                           |
| G5                                                 | Gun Gordillo                           | 1998        |                                                     | Terrazzo, neon                             | Norra Hammarbyhamnen 59.31047, 18.09999                                                                 | G5                           |
| G6                                                 | Gun Gordillo                           | 1998        |                                                     | Terrazzo, neon                             | Norra Hammarbyhamnen 59.31212, 18.1015                                                                  | G6                           |
| G7                                                 | Gun Gordillo                           | 1998        |                                                     | Terrazzo, neon                             | Norra Hammarbyhamnen 59.31282, 18.10262                                                                 | G7                           |
| F1                                                 | Freddy Fraek                           | 1998        |                                                     | Granit, brons, fiberoptik                  | Norra Hammarbyhamnen 59.3061, 18.09017                                                                  | F1                           |
| F2                                                 | Freddy Fraek                           | 1998        |                                                     | Granit, brons, fiberoptik                  | Norra Hammarbyhamnen 59.30632, 18.09131                                                                 | F2                           |
| F3                                                 | Freddy Fraek                           | 1998        |                                                     | Granit, brons, fiberoptik                  | Norra Hammarbyhamnen 59.30786, 18.09651                                                                 | F3                           |
| F4                                                 | Freddy Fraek                           | 1998        |                                                     | Granit, brons, fiberoptik                  | Norra Hammarbyhamnen 59.30884, 18.09874                                                                 | F4                           |
| F5                                                 | Freddy Fraek                           | 1998        |                                                     | Granit, brons, fiberoptik                  | Norra Hammarbyhamnen 59.31161, 18.10104                                                                 | F5                           |
| F6                                                 | Freddy Fraek                           | 1998        |                                                     | Granit, brons, fiberoptik                  | Norra Hammarbyhamnen 59.31161, 18.10104                                                                 | F6                           |
| Lek                                                | Bror Hjorth                            | 1935        |                                                     | Brons                                      | Nytorget 59.31218, 18.08361                                                                             | Lek                          |
| Duo                                                | Thomas Qvarsebo                        | 1992        |                                                     | Brons                                      | Pustegränd/Brännkyrkagatan 59.32009, 18.06763                                                           |                              |
| Fisken                                             | Okänd                                  | 2007        |                                                     | Betong                                     | Pålsundsparken koordinater saknas                                                                       | Fisken                       |
| Pingpongspelaren                                   | Annie Wiberg                           | 1983        |                                                     | Brons                                      | Ringvägen 68-70/Eriksdalshallen 59.30813, 18.06534                                                      | Pingpongspelaren             |
| Efter festen                                       | Bitte Jonason Åkerlund                 | 1994        |                                                     | Brons                                      | Johan Helmich Romans park koordinater saknas                                                            | Efter festen                 |
| Katalanskan                                        | Liss Eriksson                          | 1966        |                                                     | Brons                                      | Rosenlundsgatan 9 59.31643, 18.05604                                                                    | Katalanskan                  |
| Första steget                                      | Karl Hultström                         | 1932        |                                                     | Brons                                      | parken utanför Södermalmsskolan, Sankt Paulsgatan 26 59.31742, 18.06151                                 | Första steget                |
| Stridstuppar                                       | Eric Elfvén                            | 2000        |                                                     | Brons                                      | Sjöbergsplan, Slussen 59.32123, 18.07025                                                                | Fler bilder                  |
| Progression                                        | Arne Jones                             | 1976        |                                                     | Rostfritt stål                             | Skinnarviksparken 59.31974, 18.0482                                                                     | Progression                  |
| Stilleben                                          | Eugen Krajcik                          | 1983        |                                                     | Betong                                     | Skånegatan/Götgatan 59.31201, 18.0751                                                                   | Stilleben                    |
| Soluppgång                                         | Ture Johansson                         | 1972        |                                                     | Rostfritt stål                             | Stigbergsparken, Folkungagatan 121 koordinater saknas                                                   | Soluppgång                   |
| Pollare och klot                                   | Mats Olofgörs                          | 2002        |                                                     | Rostfritt stål, blått ljus                 | Swedenborgsgatan 20/Södra station 59.31416, 18.06485                                                    | Pollare och klot             |
| Humor                                              | Karl Göte Bejemark                     | 1967        |                                                     | Brons                                      | Södermalmstorg 59.31949, 18.0716                                                                        | Humor                        |
| Utpost                                             | Bo Andersson                           | 1990        |                                                     | Gjutjärn                                   | Tantolunden 59.31216, 18.04824                                                                          |                              |
| Vid källan                                         | Berto Marklund                         | 1979        |                                                     | Fontänskulptur - Brons                     | Tjurbergsparken koordinater saknas                                                                      | Vid källan                   |
| G8                                                 | Gun Gordillo                           | 1998        |                                                     | Terrazzo, neon                             | Torkel Knutssonsgatan 2 koordinater saknas                                                              | G8                           |
| Vinterfågel                                        | Göran Lange                            | 1992        |                                                     | Brons                                      | Vintertullstorget 59.30781, 18.09086                                                                    | Vinterfågel                  |
| Elsa Borg                                          | Astri Bergman-Taube                    | 1972        | staty över Elsa Borg                                | staty - Brons                              | Groens malmgård, vid Vitabergsparken 59.31083, 18.08722                                                 | Elsa Borg                    |
| Undret                                             | Astrid Rietz                           | 1976        |                                                     | Granit                                     | Vitabergsparken, intill Skånegatan 103 59.313, 18.08736                                                 | Undret                       |
| Tuffsen                                            | Egon Möller-Nielsen                    | 1995        |                                                     | Betong                                     | Parkleken Skånegläntan, Åsöparken 59.31127, 18.07036                                                    | Tuffsen                      |
| Till marknaden                                     | Ebba Ahlmark-Hughes                    | 1968        |                                                     | brons                                      | Sofiaskolans gård, Skånegatan 117 59.31287, 18.09367                                                    | Till marknaden               |
| Salamandern (fågelbad)                             | Yngve Andersson                        |             |                                                     | brons, konststen                           | Sista Styverns trappor, översta trädgårdsterrassen 59.31695, 18.08643                                   | Salamandern (fågelbad)       |
| Trädet                                             | Carl-Emil Berglin                      |             |                                                     | rostfritt stål                             | Barnängsgatan 44 59.31093, 18.09481                                                                     | Trädet                       |
| Labyrint                                           | Carl-Emil Berglin                      |             |                                                     | betong                                     | Barnängsgatan 34 59.31164, 18.09475                                                                     | Labyrint                     |
| Flores och Blanzeflor                              | Stig Blomberg                          | 1949 (1942) |                                                     | brons                                      | Eriksdalsskolans gård, Ringvägen 68-70 59.30742, 18.06289                                               | Flores och Blanzeflor        |
| Inför det stora äventyret Även känd som: Ung gosse | Stig Blomberg                          | 1932        |                                                     | brons                                      | fasad på byggnad på före detta Katarina realskola, Älvsborgsgtan 2 59.30893, 18.07277                   | Inför det stora äventyret    |
| Carl von Friesen                                   | John Börjeson                          | 1907        | byst över Carl von Friesen                          | byst - brons                               | skolgården på Södra latin, intill Högbergsgatan 59.31625, 18.06936                                      | Carl von Friesen             |
| Wikings minnestavla                                | Fredrik Frisendahl                     | 1919        | Minnestavla över Södra varvet (Wikings minnestavla) | Brons                                      | Bergvägg vid Londonviadukten, Folkungagatan 174 koordinater saknas                                      | Wikings minnestavla          |
| fontänkar                                          | Eric Grate                             | 1934        |                                                     | brons                                      | kolonnhallen på väg till gården till före detta Katarina realskola, Älvsborgsgatan 3 59.30907, 18.07265 | fontänkar                    |
| Afrodites brunn, Tårflaskor                        | Roland Haeberlein Hans Edblad          | 1995        |                                                     | Fontänskulptur - Brons                     | Fatbursparken 59.3146, 18.06841                                                                         |                              |
| stliserad skiftnyckel                              | Rune Hannäs                            | 1979        |                                                     | rostfritt stål                             | utanför Hiby industrihus, Alsnögatan 7 koordinater saknas                                               | stliserad skiftnyckel        |
| Treklang                                           | Arne Jones                             | 1954        |                                                     | brons                                      | utanför Folksamhuset 59.31468, 18.04028                                                                 | Treklang                     |
| Tills tidvattnet kommer                            | Henjasaj Koda                          |             |                                                     | marmorbetong                               | utanför Södersjukhuset koordinater saknas                                                               | Tills tidvattnet kommer      |
| Norska kronprinsessan Märtha                       | Kirsten Kokkin                         |             | staty över norska kronprinsessan Märtha             | staty - brons                              | utanför Norska kyrkan, Stigbergsgatan 59.31667, 18.08431                                                | Norska kronprinsessan Märtha |
| Torggumman                                         | Lena Lervik                            | 1992        |                                                     | brons                                      | gård på Repslagargatan 16 59.31705, 18.07019                                                            | Torggumman                   |
| Näckens polska                                     | Knut Erik Lindberg                     | 1967        |                                                     | brons                                      | Barnängsgatan 28-56 59.31218, 18.09556                                                                  | Näckens polska               |
| Commedianterna                                     | Peter Linde                            | 1992        |                                                     | brons                                      | Bofills båge 59.31414, 18.06972                                                                         | Commedianterna               |
| Daphne och Olle                                    | Aline Magnusson                        | 1992        |                                                     | brons                                      | Bofills båge 59.31389, 18.06758                                                                         | Daphne och Olle              |
| Svampar                                            | Iwo Myhrin                             |             |                                                     | brons                                      | Stigbergsparken koordinater saknas                                                                      | Svampar                      |
| Livets källa                                       | Gustav Nordahl                         | 1983        |                                                     | brons                                      | Medborgarhusets östra huskropp, norra fasaden. 59.31468, 18.07283                                       |                              |
| Druvklasen                                         | Bengt Nylund                           |             |                                                     |                                            | Fatbursparken 59.31449, 18.06879                                                                        | Druvklasen                   |
| Molnbärarna                                        | Alf Olsson                             | 1986        |                                                     | koppar                                     | litet torg vid Magnus Ladulåsgatan 21-23 59.31209, 18.0618                                              |                              |
| De badande nymferna                                | Niki de Saint Phalle                   | 1997        |                                                     |                                            | Söder torn, Fatburstrappan 18 59.31494, 18.07002                                                        |                              |
| Civilisation                                       | Olov Tällström                         |             |                                                     |                                            | Bohusgatan, utanför Frans Schartaus gymnasium 59.30698, 18.07606                                        | Civilisation                 |
| Body & Soul                                        | Fredrik Wretman                        | 2002        |                                                     | skulptur - brons, vatten                   | utanför Södersjukhuset 59.31, 18.05639                                                                  | Fler bilder                  |
| Barfotasångare                                     | Wive Larsson                           |             |                                                     |                                            | Fatburs kvarnagata 59.31327, 18.06049                                                                   |                              |
| stliserad skruvnyckel                              | Rune Hannäs                            | 1979        |                                                     | rostfritt stål                             | väster om före detta Hiby industrihus, Alsnögatan 7 59.31396, 18.10149                                  | stliserad skruvnyckel        |
| Avselad kamp                                       | Marylyn Hamilton Gierow                | 1992        |                                                     | brons                                      | gård på Repslagargatan 6 59.31789, 18.06981                                                             | Avselad kamp                 |
| Miraculum                                          | Backa Carin Ivarsdotter Monica Larsson | 2004        |                                                     | mosaik med spegelglas och keramik          | Hornstulls strand koordinater saknas                                                                    | Miraculum                    |
| Källan                                             | Gudmar Olovson                         | 1970        |                                                     |                                            | Ersta sjukhus koordinater saknas                                                                        | Källan                       |
| Betongträdet                                       | Per-Erik Willö                         | 1963        |                                                     | väggmonterad skulptur - betong             | gaveln till fastigheten Skinnarviksberget 2 59.31908, 18.05406                                          | Betongträdet                 |
| Okänd titel                                        | Okänd                                  | 2015        | Fyra röda björnar                                   | skulpturgrupp                              | Björns trädgård, längs Tjärhovsgatan 59.31498, 18.07388                                                 |                              |
| Passerande vän                                     | Bianca Maria Barmen                    | 2010        | En hare på en sten                                  | Skulptur - Brons                           | Innergården till Hornsgatan 127, intill öppningen mot Drakenbergsparken 59.31473, 18.03625              | Passerande vän               |
| Drakens barn                                       | Eva Fornåå                             | 2015        | Två små drakar som tittar på ett ägg                | Skulpturgrupp                              | Innergården Drakenbergsgatan 29/35. Intill Drakenbergsparken 59.31495, 18.04037                         | Drakens barn                 |

## Södra Hammarbyhamnen
| Titel                                                  | Konstnär(er)                | Årtal           | Beskrivning                                                                                                 | Typ - material                                   | Plats Koordinater                                                                              | Bild                                                             |
| ------------------------------------------------------ | --------------------------- | --------------- | --- | ------------------------------------------------ | ---------------------------------------------------------------------------------------------- | ---------------------------------------------------------------- |
| Walle                                                  | Ragnhild Alexandersson      | 2008            | | brons                                            | gården, Fartygsgatan 14 59.30723, 18.11049                                                     |                                                                  |
| Livsfrisen                                             | Lars Arrhenius              |                 | | ristning i betong                                | på fasaden på kvarteret Mälaren, Lugnets allé 3-7 och Hammarby allé 110-114 59.30162, 18.10173 |                                                                  |
| Uppvaktningen                                          | Lars Arrhenius              |                 | | ristning i betong                                | på fasaden Hammarby allé 114/Lugnets allé 17 59.3021, 18.10222                                 |                                                                  |
| Kärleken                                               | Lars Arrhenius              |                 | | ristning i betong                                | på fasaden Torkhusgatan 3 59.3024, 18.1014                                                     |                                                                  |
| Observatorium                                          | Gunilla Bandolin            | 2002            | | Ek                                               | i Hammarby sjö, utanför Sickla udde 59.30622, 18.10203                                         | Observatorium                                                    |
| Solgång                                                | Mats Birgert Lars Bergström | 2010            | | betong, lampor                                   | Hammarby Allé 132/Lugnets Allé 18 59.30185, 18.10292                                           |                                                                  |
| Vattentrappa                                           | Dag Birkeland               | 2004            | | Fontänskulptur - röd älvdalskvartsit, fiberoptik | Sjöstadsparterren/Kölnagatan 20-24 59.30544, 18.099                                            | Vattentrappa                                                     |
| Instabil                                               | Lars Englund                | 2001            | | Skulptur - Stål, kolfiberkomposit och divynicell | Lugnet, Båtbyggarvägen 1, Hammarby sjöstad 59.30689, 18.10684                                  | Instabil                                                         |
| I väntan på någon                                      | Måna Grivner                | 2009            | | patinerad brons och marmor                       | Kvarteret Proppen, Förskeppsgatan 5, Hammarby sjöstad 59.30287, 18.09216                       | I väntan på någon                                                |
| Glacis                                                 | Per Hesse                   | 2004            | | Granit                                           | Lugnets allé 56, intill Vikströmska skolan 59.30476, 18.10787                                  |                                                                  |
| Noaks ark / Båt och några duvor                        | Hertha Hillfon              |                 | |                                                  | Sickla kanalgata 71 59.30429, 18.10669                                                         |                                                                  |
| Barn och hund                                          | Hertha Hillfon              | 2002            | | brons                                            | Sickla kanalgata 51 59.30479, 18.10522                                                         |                                                                  |
| Soluppgång över frukostbordet (Frukost i soluppgången) | Bitte Jonason Åkerlund      | 1975, rest 2005 | | brons                                            | Sickla kanalgata 27 59.30538, 18.10426                                                         |                                                                  |
| Skepp o hoj                                            | Bitte Jonason Åkerlund      | 2002            | | Skulptur - Brons, lack, glasmosaik & betong      | Sickla kanalgata 25-27 och Sickla kanalgata 29 59.30543, 18.10521                              |                                                                  |
| Rester                                                 | Johanna Karlsson            | 2005            | | betong                                           | gården, Hammarby allé 102-104 59.30238, 18.10022                                               |                                                                  |
| Pomona                                                 | Peter Linde                 | 2009            | | skulptur - brons                                 | Heliosgatan 58 59.30504, 18.09185                                                              | Pomona                                                           |
| Mamma ekorre                                           | Charlotta Mickelsson        | 2008            | | brons                                            | Sjöstadsgårdens vård- och omsorgsboende, Aktergatan 19, i entrén koordinater saknas            |                                                                  |
| Fält                                                   | Thomas Nordström            | 2003            | Fontän med betongelement och svarvad, polerad granit.                                                       | Fontänskulptur - Granit, betong                  | Sickla kanal, Sjöstadsparterren, vid Lugnets allé 59.30333, 18.10333                           | Fält                                                             |
| Mer än bara vänner?                                    | Thomas Nordström            | 2008            | | rostfritt stål, laminerat glas, LED-lampor       | innegård mellan Heliosgatan och Hammarby allé 59.30306, 18.09222                               | Mer än bara vänner?                                              |
| Seglats                                                | Bie Norling                 | 2008            | |                                                  | Hammarby kaj 22 59.30488, 18.08898                                                             | Seglats                                                          |
| Ett inre Skinn - rörliga väggar                        | Veronica Nygren             | 2002            | | Textil                                           | Sjöstadskapellet (inomhus) koordinater saknas                                                  | Det är troligen inte ok att ladda upp en bild av detta konstverk |
| Opposite waveforms                                     | Kjell Ohlin                 |                 | |                                                  | Lumaparken, Hammarby allé 59.3039, 18.09599                                                    |                                                                  |
| Vattenblomma                                           | Rigmor Roxner               | 2002            | |                                                  | Bostadsgård i kvarteret Farvattnet, Sickla kanalgata 77 59.30403, 18.10804                     |                                                                  |
| Gråtande stenar 1                                      | Pål Svensson                |                 | | fontän, diabas, betong                           | gården till Korphoppsgatan 26 respektive gården till Styrbordsgatan 15 59.30348, 18.102        |                                                                  |
| Gråtande stenar 2                                      | Pål Svensson                |                 | | fontän, diabas, betong                           | gården till Korphoppsgatan 26 respektive gården till Styrbordsgatan 15 59.30365, 18.10153      |                                                                  |
| Inre uttryck                                           | Fredrik Wretman             | 2005            | | brons                                            | Lugnets allé 60-70, Skolgården Vikströmska skola 59.3057, 18.10813                             |                                                                  |
| Cirklarna kring Lasse och hans mamma                   | Erik Åkerlund               | 2003            | | Fontän - Diabas, granit, vatten                  | Sickla udde, kv. Viken och kv. Bukten, Lugnets allé 69/Sickla kanalgata 1 59.30578, 18.1065    |                                                                  |
| Gårdshund                                              | Amalia Årfelt               | 2003            | | Skulptur                                         | Sickla kanalgata 99, Sickla udde 59.30326, 18.1102                                             |                                                                  |
| Grisfamilj                                             | Amalia Årfelt               | 2003            | | Skulptur                                         | Sickla kanalgata 60, Sickla udde 59.30287, 18.10982                                            | Grisfamilj                                                       |
| Jätte-Julia - Julias öga                               | Maria Ängquist Klyvare      | 2009            | | keramisk mosaik                                  | Båtbyggargatan 13 59.30644, 18.11099                                                           | Jätte-Julia - Julias öga                                         |
| Jätte-Julia - Julias hand                              | Maria Ängquist Klyvare      | 2009            | | betong                                           | Båtbyggargatan 13 59.3065, 18.1109                                                             | Jätte-Julia - Julias hand                                        |
| Vindflöjel                                             | Okänd                       |                 | | stålrör                                          | Sickla park, Lugnets allé 56 A koordinater saknas                                              |                                                                  |
| Spiral i stålrör                                       | Beatrice Hansson            |                 | | stålrör                                          | Hammarbyterrassen, Sjöfartsgatan 59.30427, 18.08977                                            |                                                                  |
| Stålrörsfigur                                          | Okänd                       |                 | | stålrör                                          | Hammarbyterrassen, Konvojgatan 59.30436, 18.09073                                              |                                                                  |
| Nymphaea Luminis [gigantea]                            | Nikolina Ställborn          | 2014            | Nio svarta betong bänkat i formen av näckrosblad med tre (på kvällen lysande) näckrosknoppar på höga skaft. | Skulpturgrupp - Betong, Polyester                | Henriksdalsallén 59.31029, 18.10447                                                            | Nymphaea Luminis [gigantea]                                      |
| Mushrooms illuminated                                  | Nikolina Ställborn          | 2014            | Åtta glasfiberskulpturer i formen av Aspergillus fumigatus, upplysta inifrån kvällstid.                     | Skulpturgrupp - glasfiber, LED                   | Henriksdalsallén 59.31023, 18.10431                                                            | Mushrooms illuminated                                            |

## Tidigare utplacerade, men ej längre befintliga, offentliga konstverk
| Titel                  | Konstnär(er)    | Årtal | Beskrivning | Typ - material   | Tidigare plats Koordinater                                            | Bild                   |
| ---------------------- | --------------- | ----- | ----------- | ---------------- | --------------------------------------------------------------------- | ---------------------- |
| Yngve Andersson        | Yngve Andersson | 1943  |             | brons, konststen | Pålsundsparken vid Långholmsgatan koordinater saknas                  |                        |
| Salamandern (fågelbad) | Yngve Andersson |       |             | brons, konststen | Sista Styverns trappor, översta trädgårdsterrassen 59.31695, 18.08643 | Salamandern (fågelbad) |
| Babianen               | Brita Hörlin    | 1978  |             | brons            | intill Långholmens parkteater koordinater saknas                      |                        |